# 中野珠子
中野珠子（なかの たまこ）は、日本のタレント。 情報番組のリポーター、通信販売番組の司会者として活動している。福岡県出身。オフィスケイアール所属。

## 人物
特技はなぎなた（一級）並びにスキューバー・ダイビング（一級小型船舶操縦免許所持）。趣味はモーターサイクル（大型自動二輪車運転免許所持）、自動車（国内競技運転者許可B所持）、写真、キャンプ、油絵並びにパラグライダー。

## 出演

### テレビ番組
- てれび博物館（東海テレビ、1989年 - 2001年）- 司会[2][5]
- さわやか彩の国（テレビ東京）- リポーター[1]
- TVグラフィック42番街（テレビ神奈川）- リポーター[6]
- たてながHAMA大国（テレビ神奈川）- リポーター[6]
- NEWSスケッチ足立（ケーブルテレビ足立[注 1]）- キャスター[6]
- ひまわりネットワーク（シースリーヨコハマ[注 2]）- リポーター・ナレーター[8]
- レッツ！（日本テレビ）- 火曜「好奇心パラダイス」リポーター[2][6]
- ガリレオの望遠鏡（BSジャパン[注 3]）- リポーター[6]
- ジャスト（TBS[注 4]）- リポーター[1]
- かながわ美ロード（横浜ケーブルビジョン）- ナレーター[9]
- 健康情報ふじさわ〜ハーモニーとアイデンティティ〜（ジェイコム湘南）- リポーター[9]
- ダイレクトテレショップ「痛快！買い物ランド shopjima.」（テレビ朝日）[2][10]
- 朝は楽しく！ 第3部（テレビ東京）[10]
- 朝はビタミン！ 第3部（テレビ東京）[10]
- サタデーテレショップ「痛快！買い物ランド〜ショップ島」（テレビ東京）- コメンテーター[1][10]
- Emorning（テレビ東京）[10]
- TVショッピング「痛快！買い物ランドショップ島」（テレビ朝日）[11]
- NNN Newsリアルタイム（日本テレビ）- 「朝市取材」リポーター[2][8]
- ものスタmove（テレビ東京）[12]
- 7スタBratch！（テレビ東京）[12]
- てれとshop Morning（テレビ東京）[12]
- ベガスマート（テレビ東京）[12]
- 7スタLIVE（テレビ東京）- 商品アドバイザー[13][14]
- てれとshop（テレビ東京）[13]
- 買物の時間mini「スマイルショッピング」（テレビ東京）- コメンテーター[1][15]
- ものスタ（テレビ東京）- 商品アドバイザー[14][16]
- てれとマート（テレビ東京）[16]
- てれとshopサタデー（テレビ東京）[17]
- てれとshopサンデー（テレビ東京）[17]
- 買物の時間mini「痛快！買い物ランド ショップ島」（テレビ東京）[17]
- 買物の時間mini（テレビ東京）[17]
- てれとマートTV（テレビ東京）[18]
- ショッピングなう「スマイルショッピング 日本薬師堂スペシャル」（テレビ朝日）[18]
- サタデーテレショップ「痛快!買い物ランドショップ島」（テレビ東京）[18]
- なないろ日和！（テレビ東京）- 商品アドバイザー[1][18]
- ものスタ サタデー（テレビ東京）[18]
- ミッドナイトマルシェ（テレビ朝日）[19]
- ものスタ サンデー（テレビ東京）[19]
- ひるキュン！ （TOKYO MX）- ショッピングナビゲーター[20]
- 買物の時間（テレビ東京）[21]
- もっと目からウロコ！プレミアム（TOKYO MX）- キャスター[22]
- サタデーテレショップ（テレビ東京）[21]
- サンデーテレショップ（テレビ東京）[23]
- ぜひモノ（TBSテレビ）[24]
- ミミヨリ！（フジテレビ）[24]
- ショッピングなう（テレビ朝日）[25]
- Goods Bar（テレビ東京）[26]
- 厳選！いいものお取り寄せ！（テレビ朝日）[26]
- 健康家族テレショップ（テレビ朝日）[27]
- テレ東SHOP（テレビ東京）[28]
- ヒロミ☆あさこのバカ売れグッズSP 特別編（日本テレビ）[29]
- ナイトショッピング（テレビ朝日）[30]
- なないろ日和！ホリデー（テレビ東京）[31]

- 全薬販売テレビショッピング「通販ライフマル得JAPANGOLD」- ショッピングキャスター

## 出版
- “中野珠子”. タレント紹介.   オフィスケイアール. 2023年6月2日閲覧。
- “中野珠子”. 日本タレント名鑑.   VIPタイムズ社. 2023年6月2日閲覧。
- “中野珠子”. 芸能人事典. ORICON NEWS.   オリコン. 2023年6月2日閲覧。

## 脚註

### 註釈
1. ↑  放送された期間の放送事業者（放送局の免許を受けた者）は株式会社ケーブルテレビ足立（現在の株式会社ジェイコム東京）であった。
2. ↑  「シースリーヨコハマ」はシーエーティービー港南株式会社（現在の株式会社ジェイコム湘南・神奈川）が用いていた商標である[7]。
3. ↑  放送された期間の放送事業者（放送局の免許を受けた者）は株式会社BSジャパン（現在の株式会社BSテレビ東京）であった。
4. ↑  放送された期間の放送事業者（放送局の免許を受けた者）は株式会社東京放送（TBS）であった。同社の免許は後年、株式会社TBSテレビに継承された。